# Стопанска операция
Стопанска операция в счетоводството е всяко конкретно изменение на обектите на отчитане — имуществото на предприятието и източниците за придобиването му.
Стопанският процес представлява съвкупността от няколко взаимосвързани стопански операции, протичащи в строго определена последователност.
Стопански операции, засягащи само активите, се изразяват в увеличение на един или няколко актива срещу равностойностното намаление на един или няколко други актива: {\displaystyle |+A|=|-A|.} Пример за такава операция е внасянето на парични средства от касата по разплащателна сметка на предприятието.
При стопански операции, засягащи само пасивите, срещу увеличението на един или няколко пасива стои равностойностното намаление на един или няколко други пасива: {\displaystyle |+\Pi |=|-\Pi |.} Такава операция е трансформирането на резерви в основен капитал.
Стопански операции, засягащи и активи и пасиви:
а) Срещу увеличението на един или няколко актива стои равностойностното увеличение на един или няколко пасива. {\displaystyle +A=+\Pi .}
б) Срещу намалението на един или няколко актива стои равностойностното намаление на един или няколко пасива. {\displaystyle -A=-\Pi .}
Стопанските операции се отчитат по хронологичен ред на извършването им и при спазване на основните принципи на счетоводството.